# Paul Allard
Pour les articles homonymes, voir Paul Allard (homonymie) et Allard.
Marie Jules Paul Allard né le 15 septembre 1841 à Rouen et mort le 4 décembre 1916 à Senneville-sur-Fécamp, est un archéologue et historien français.

## Biographie
Après des études de droit, Allard entra dans la carrière d’avocat et pratiqua pendant une courte période le droit dans sa ville natale, où il devint juge du tribunal civil avant que ses goûts pour la littérature et l’histoire ne l’amènent à abandonner son métier pour se consacrer à l’histoire des quatre premiers siècles de l’Église catholique.
En 1863, il devient, à Rome, le disciple de Giovanni Battista De Rossi. Une connaissance intime des travaux de ce dernier et ses propres études l’amenèrent à entreprendre une histoire des persécutions infligées aux chrétiens par les autorités romaines.
Allard et Alexandre de Richemont étaient tous deux étroitement unis à de Rossi par les intérêts de leur travail commun planifié sur des lignes très larges. Doté d’une connaissance minutieuse de l’archéologie chrétienne, en particulier en ce qui concerne les catacombes romaines, Allard qui avait étudié la condition des esclaves chrétiens, avait une connaissance approfondie de l’épigraphie et de l’histoire administrative et constitutionnelle de Rome.
L’idée principale de l’Histoire des persécutions d’Allard est que les autorités romaines ont traité les chrétiens injustement. Aucune incompatibilité entre la propagation du christianisme et de la permanence de l’Empire romain n’est identifiée alors que l’acceptation du christianisme par le peuple impliquait nécessairement l’éradication des vieilles croyances romaines. Selon Allard, qui considère l’action des autorités romaines comme inopportune et brutale, leur traitement des chrétiens n’était pas dicté par des raisons d’État ou leur adhésion à la politique traditionnelle, mais uniquement en raison de motifs bas et indignes. Ses conclusions selon lesquelles les persécutions étaient très largement dues à la haine aveugle des autorités romaines contre cette « troisième race », au fanatisme, à la fureur populaire ou, comme dans le cas de Maxime et de Dèce, au ressentiment, ont généralement été réfutées.
Allard a fréquemment contribué à la Revue des questions historiques, dont il devient le rédacteur en chef en 1904, succédant à son fondateur, le marquis de Beaucourt, ainsi qu’à diverses autres publications. En 1874, il a traduit Roma Sotterranea de James Spencer Northcote et de WR Brownlow, y ajoutant de nombreuses notes érudites. Il fut reçu à l’Académie de Rouen le 24 janvier 1873. Il était doyen de l’Académie de Rouen.
L’Académie française lui décerne le prix Montyon en 1877, le prix Thiers en 1886 et le prix Bordin en 1903.

## Principales publications
- Rome souterraine, Paris, Didier, 1872.
- Les Esclaves chrétiens depuis les premiers temps de L’Église jusqu’à la fin de la domination romaine en Occident, Paris, Didier, 1876.
- L’Art païen sous les empereurs chrétiens, Paris, Didier, 1879.
- Histoire des persécutions pendant la première moitié du troisième siècle (Septime Sévère, Maximin, Dèce), Paris, V. Lecoffre, 1881.
- Histoire des persécutions pendant les deux premiers siècles, 2e éd., Paris, V. Lecoffre, 1892.
- La Persécution de Dioclétien et le triomphe de L’Église, 2 vols., Paris, Lecoffre, 1890.
- Le Christianisme et l’empire romain, de Néron à Théodose, Paris, V. Lecoffre, 1896.
- Les Dernières Persécutions du troisième siècle (Gallus, Valérien, Aurélien), Paris, V. Lecoffre, 1898.
- Esclaves, serfs et mainmortables, Paris, V. Palmé ; Bruxelles, J. Albanel ; Genève, H. Trembley, 1883 sur manioc.org
- Études d’histoire et d’archéologie, Paris, V. Lecoffre, 1898.
- Saint Basile (329-379), Paris, V. Lecoffre, 1903.
- Julien l’apostat, 2 vols. Paris, V. Lecoffre, 1900.
- St Sidoine Apollinaire, 431-489, Paris, J. Gabalda, 1910.
- La Maison des martyrs Saints Jean et Paul au Mont Celius, Rome, Vespasiani, 1900.

### Le Fonds Paul Allard, aux Archives nationales
« Les archives de Paul Allard sont entrées aux Archives nationales en 1954, mêlées aux archives de l’historien et journaliste, Jean Guiraud (362 AP). En 1908, Paul Allard avait remis les archives de la Revue des questions historiques à Jean Guiraud, à savoir, les lettres qu’il avait reçues des auteurs et des abonnés, ainsi qu’une trentaine d’articles qu’il avait en portefeuille. Après le décès de Paul Allard en 1916, sa veuve avait communiqué à Jean Guiraud, un choix de correspondances ainsi qu’un certain nombre de travaux historiques qui devaient l’aider à publier des articles en hommage au disparu. C’est l’ensemble de ces documents qui a été extrait du fonds Jean Guiraud (362 AP) pour reconstituer le fonds Paul Allard (638 AP). »

## Pour approfondir

### Pages connexes
- Revue des questions historiques

### Autres ouvrages
- Les chrétiens ont-ils incendié Rome sous Néron ?
- Les persécutions et la critique moderne
- Les esclaves chrétiens jusqu'à la fin de la domination romaine en occident
- Vie de St Basile de Césarée
- Julien l'apostat : Tome 1, Tome 2 et Tome 3
- Études d'histoire et d'archéologie
- L'art païen sous les empereurs chrétiens
- Rome souterraine
- Les origines du servage en France
- Le christianisme et l'empire romain: de Néron à Théodose
- L'art païen sous les empereurs chrétiens
- Esclaves, serfs et mainmortables

## Sources
- Précis analytique des travaux de l’Académie des Sciences, Belles-lettres et Arts de Rouen, Pierre Périaux, 1916.
- François Laplanche, Dictionnaire du monde religieux dans la France contemporaine, vol. 9, Paris, Beauchesne, 1996, 678 p.  (ISBN 9782701013411)
- Jean-Robert Ragache, Normandie : écologia, économie, art, littérature, langue, histoire, traditions populaires, vol. 1, Condé-sur-Noireau, Christine Bonneton, 1986, 398 p.  (ISBN 9782862530024)
- Marjolaine Meeschaert, L'évolution intellectuelle et scientifique de Paul Allard (1841-1916), Mémoire de maîtrise, Université d'Angers, 2000, 86 p.